# نفتیس
نِفتیس (به انگلیسی: Nephthys) ایزدبانوی مردگان از ایزدان مصر باستان و از خانواده اوزیریس به‌شمار می‌رود. نامش شکل یونانی شده نب تت (به لاتین: nebthet) است و پلوتارک او را آفرودیته و نیک خوانده‌است. او را مانند زنی تصویر کرده‌اند که بر سرش دو تصویر نگاره به چشم می‌خورد که دلالت بر نام او دارد و به معنی بانوی کاخ است. این دو تصویر نگاره عبارتند از یک سبد (neb) که بر روی نشانه‌ای قرار دارد که به معنی کاخ است.
در افسانه اوزیریسی، نفتیس در اصل ایزدبانوی مردگان و خواهر دوم ایزیس و اوزیریس به‌شمار می‌رفت. برادر دومش، ست، او را به همسری برگزید، او نازا نبود ولی به همسرش به بهانه بچه دار نشدن خیانت کرد و می‌خواست از برادر بزرگترش، اوزیریس صاحب فرزندی شود و بدین منظور او را مست و از خود بی‌خود کرد و در حالت ناآگاهی، وی را در آغوش کشید(اما روایتی هست که میگوید اوزیریس این کار را به میل خود انجام داد و نه از مستی و دیگر روایتی میگوید این اتفاق دسیسه ای از طرف اوزیریس بوده). میوهٔ این هم آغوشی نوزادی بود به نام آنوبیس. بنابر افسانه مزبور، نفتیس ظاهراً نمودگار پهنهٔ بیابان بود که معمولاً خشک بود، اما گاه به واسطهٔ سیلاب‌های مهیب نیل، سیراب می‌شد. هنگامی که ست به برادرکشی دست زد، همسرش با ترس و لرز وی را ترک گفت و به حلقهٔ مدافعان اوزیریس پیوست و به خواهرش ایزیس در مومیایی کردن پیکر ایزد متوفا یاری رساند و در سوگواری‌های تدفین او شرکت جست. شرح این سوگواری‌ها هنوز در یک متن پاپیروسی بازمانده است.
پس از آنکه نفتیس و ایزیس جسد برادر را مومیایی کرده، محفوظ نگاه داشتند، این خواهران (دوقلو) که همیشه آن دو را به همین عنوان می‌خوانند، از اجساد همهٔ مردگان نیز نگهبانی کردند و آیین‌های تدفین مقرر داشتند، آن‌ها را ازیریس‌ها نامیدند. بر در تابوت و دیوارهای آرامگاه سنگی منقوش، اغلب پیکر آن دو را می‌بینیم که ایستاده یا زانو زده، دست‌های بال گون خود را به نشان نگهبانی پیش آورده‌اند.